# Roeland Nolte
Roeland J.M. Nolte (Bergh,  16 december 1944 – 15 februari 2024) was een Nederlandse hoogleraar scheikunde verbonden aan de Radboud Universiteit te Nijmegen. Hij geldt als een van de pioniers van de supramoleculaire chemie, het vakgebied dat chemische structuren ontwerpt en bouwt op basis van (bio)moleculen en polymeren, waarbij zwakke, zogenoemde niet-covalente interacties een belangrijke rol spelen. Hij won de Prijs Akademiehoogleraren. Zijn onderzoeksgroep deed jarenlang onderzoek naar nanomaterialen en toepassingen daarvan, zoals in de medicijnen en katalyse.

## Biografie
Roeland Nolte behaalde zijn diploma Gymnasium B aan het Gemeentelijk Lyceum Ruimzicht te Doetinchem in 1963. Hij studeerde chemie aan de Rijksuniversiteit Utrecht en promoveerde in 1973 aan deze universiteit in de fysische organische chemie. Na een post-doctorale stage bij Nobelprijswinnaar Donald Cram werd hij verbonden aan de Rijksuniversiteit Utrecht. In 1987 werd hij benoemd als hoogleraar Organische Chemie aan de Radboud Universiteit te Nijmegen. Na zijn emeritaat in 2010 verkreeg hij een bijzondere leerstoel moleculaire nanotechnologie aan deze universiteit.
Nolte overleed op 15 februari 2024 op 79-jarige leeftijd.

## Onderzoek
Het onderzoek van Nolte omvat onderwerpen op het grensvlak van de organische chemie en de polymeerchemie, zoals schroeflijnvormige polymeren, vloeibare kristallen, katalytische supramoleculaire systemen, zelf-assemblerende moleculaire en macromoleculaire systemen en virussen. Bij het ontwerpen en construeren van deze systemen wordt de natuur als voorbeeld genomen. Toepassingen liggen op het gebied van de medicijnen, katalyse en de materialen.

## Onderscheidingen
Roeland Nolte ontving diverse onderscheidingen, waaronder de prijs Academiehoogleraar (2003) en de Izatt-Christensen Award (2006) voor zijn studies op het gebied van de macrocyclische en supramoleculaire chemie. Hij is lid van de Koninklijke Nederlandse Akademie van Wetenschappen (KNAW), de Koninklijke Belgische Academie van Wetenschappen en de Academia Europaea. Tevens werd hij benoemd tot erelid van de Koninklijke Nederlandse Chemische Vereniging. In 2004 ontving hij een koninklijke onderscheiding (Ridder in de Orde van de Nederlandse Leeuw). Na zijn emeritaat verwierf hij een ERC Advanced grant om onderzoek te doen op het gebied van supramoleculaire katalytische systemen.

## Publicaties
1. R.J.M. Nolte, A.J.M. van Beijnen and W. Drenth, ‘Chirality in polyisocyanides’, J. Am. Chem. Soc. 96 (1974) 5932.
2. J.J.L.M. Cornelissen, J.J.J.M. Donners, R. de Gelder, W.S. Graswinckel, G.A. Metselaar, A.E. Rowan, N.A.J.M. Sommerdijk and R.J.M. Nolte, ‘Beta-helical polymers from isocyanopeptides’, Science 293 (2001) 676.
3. P.H.J. Kouwer, M. Koepf, V.A.A. Le Sage, M. Jaspers, A.M. van Buul, Z.H. Eksteen-Akeroyed, T. Woltinge, E. Schwartz, H.J. Kitto, R. Hoogenboom, S.J. Picken, R.J.M. Nolte, E. Mendes, and A.E. Rowan, Responsive biomimetic networks from polyisocyanopeptide hydrogels, Nature 493 (2013) 651.
4. H. Engelkamp, S. Middelbeek, R.J.M. Nolte, “Self-Assembly of disk-shaped molecules to coiled-coil aggregates with tunable helicity” Science 284 (1999) 785.
5. R.J.M. Nolte, ‘Liquid-crystalline phthalocyanines revisited’, Liquid Crystals 33 (2006) 1373.
6. R.J.M. Nolte, A.E. Rowan, and J.A.A.W. Elemans, ‘Clipping an angel’s wings’, in ‘Macrocyclic and Supramolecular Chemistry’, Ed. Reed M. Izatt, Wiley, 2016. p. 261.
7. S. F. M. van Dongen, J. Clerx, K. Nørgaard, T. G. Bloemberg, J. J. L. M. Cornelissen, M. A. Trakselis, S. W. Nelson, S. J. Benkovic, A. E. Rowan, and R. J. Nolte, ‘A clamp-like biohybrid catalyst for DNA oxidation”, Nature Chem. 5 (2013) 5, 945.
8. R. van Hameren, P. Schön, A. van Buul, J. Hoogboom, S.V. Lazarenko, J.W. Gerritsen, H. Engelkamp, P.C.M. Christianen, H.A. Heus, J.C. Maan, Th. Rasing, S. Speller, A.E. Rowan., J.A.A.W. Elemans, and R.J. M. Nolte, “Macroscopic, hierarchical surface patterning of porphyrin trimers via self-assembly and dewetting”, Science 314 (2006) 1433.
9. I.C. Reynhout, J.J.L.M. Cornelissen, R.J.M. Nolte, ‘Synthesis of polymer-biohybrids. From small to giant surfactants, Accounts for Chemical Research, 42 (2009) 681.
10. M.Comellas-Aragonès, H. Engelkamp, V.I. Claessen, N.A.J.M. Sommerdijk, A.E. Rowan, P.C.M. Christianen, J.C. Maan, B.J.M. Verduin, J.J.L.M. Cornelissen, and R.J.M. Nolte, ‘A virus-based single-enzyme nanoreactor’, Nature Nanotechnology 2 (2007) 635.
11. M.A. Kostiainen, O. Kasyutich, J.J.L.M. Cornelissen, and R.J.M.Nolte, ‘Self-assembly and optically triggered disassembly of dendron-virus complexes’, Nature Chem. 2 (2010) 394.